# 14-я хромосома человека

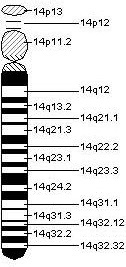
Хромосомная идеограмма 14-й хромосомы человека

14-я хромосо́ма челове́ка — одна из 23 пар человеческих хромосом. Хромосома содержит примерно 107 млн пар оснований, что составляет от 3 до 3,5 % всего материала ДНК человеческой клетки. Данные по количеству генов на хромосоме в целом разнятся из-за различных подходов к подсчёту. Вероятно, она содержит от 700 до 1300 генов.

## Гены
Ниже перечислены некоторые гены, расположенные на 14-й хромосоме.

### Плечо p
- RNR2 — рибосомная РНК 2.

### Плечо q
- AKT1 — одна из трёх протеинкиназ B;
- COCH — гомолог фактора свёртывания C (Limulus polyphemus), или кохлин;
- CTSG — катепсин G;
- GALC — галактозилцерамидаза;
- GCH1 — ГТФ-циклогидролаза 1;
- HIF-1α — ген α-субъединицы фактора, индуцируемого гипоксией 1 (англ. HIF-1А)
- IGH@ — локус тяжёлых цепей иммуноглобулинов;
- MMP14 — матриксная металлопротеиназа;
- NPAS3 — нейрональный PAS-доменный белок 3, входит в область HAR21;
- NPC2 — ген, ассоциированный с болезнью Ниманна — Пика типа C2;
- PSEN1 — пресенилин 1;
- SERPINA1 — серпиновый ингибитор пептидазы, член 1 клады A, или α1-антитрипсин;
- TSHR — рецептор тиреотропного гормона.